# ポーリン・マスターズ
ポーリン・マスターズ（Pauline Musters、1876年2月26日 - 1895年3月1日）は、19世紀後半のオランダ人女性で、ギネス・ワールド・レコーズ（ギネスブック）が認定した、これまでに記録された世界で最も背の低い成人女性である。彼女の身長は、1フィート11.2インチ（約59cm）だった。

## 生涯
ポーリン･マスターズは、1876年2月26日に北ブラバント州のオッセンドレッチトという村で生まれた。出生時の身長は12インチ（約30.5cm）だったが、成人になっても身長はその倍に達することはなかった。9歳のときの体重は、わずかに3ポンド（約1.36kg）だった。
幼いころから興行に出演していた彼女は、ダンスやアクロバットなどを巧みにこなすようになった。最初は非常に小柄なマスターズの姿に驚嘆していた観衆たちは、彼女の披露する芸に魅了され、「Princess Paulina｣の通称で知られるようになった。また彼女は、穏やかで優しい性格と礼節の持ち主と評された。9年間にわたってベルギー、ドイツ、フランスやイギリスなどの主だった都市を巡演したのち、1894年に興行師の招きでアメリカ合衆国に渡航した。その年の大晦日にはニューヨークのプロクター劇場（Proctor’s Theatre）でアメリカデビューを果たし、愛らしさと優美な芸風で瞬く間にニューヨーク中の人々のお気に入りとなった。しかし翌年3月1日に、肺炎と髄膜炎を併発してニューヨークで死去した。
マスターズは、1フィート11.2インチの身長に対して体重は8ポンド半（約3.86kg）だった。彼女が死去したときには、6人の姉妹と2人の兄弟が存命していた。